# 大補帖 (品牌)
大補帖原義是指一帖可以大大滋補的補藥。在1990年代，台灣統一企業曾販售一款名叫大補帖的泡麵，因為大補帖是當時台灣市面上泡麵產品中用料最多也最昂貴的（一碗新台幣50元），並推出麻油雞、當歸鴨、人蔘雞……等，補藥性質的特殊口味，以及大量的媒體廣告，因此相當知名。統一企業在2000年停產大補帖，隨後又以同樣名稱推出份量較薄新產品。